# سفارة أوكرانيا في الدنمارك
سفارة أوكرانيا في الدنمارك هي أرفع تمثيل دبلوماسي لدولة أوكرانيا لدى الدنمارك. تقع السفارة في بلدية كوبنهاغن ‏ وهي تهدف لتعزيز المصالح الأوكرانية في الدنمارك.

## وصلات خارجية
- الموقع الرسمي
- قائمة سفارات أوكرانيا
- قائمة السفارات في الدنمارك